# Jean-Louis Albertini
Jean-Louis Albertini (1952) és un metge i polític cors. Especialitzat en neurologia, ha estat creador del moviment Un altre futur per Còrsega, amb el qual fou escollit regidor de l'ajuntament de Bastia i membre de l'Assemblea de Còrsega a les eleccions de 1992, 1998, 1999 i 2004.